# San Lucas (Kalifornija)
San Lucas je naseljeno područje za statističke svrhe u američkoj saveznoj državi Kalifornija. Prema popisu stanovništva iz 2010. u njemu je živjelo 269 stanovnika.